# Oddone di Thoire-Villars
Oddone di Villars (Otón in spagnolo, Eudes in francese, Otto in tedesco e inglese; 1354 – 1414) fu Rettore del Contado Venassino, dal 1390 al 1392 e conte di Ginevra dal 1400 al 1401.

## Origine
Oddone era figlio di Agnese di Montaigu e secondo il documento n° 3338 del Titres de la maison ducale de Bourbon, par m. Huillard-Bréholles, Volume 1 di Giovanni di Thoire-Villars, che secondo il documento n° 28477 del Regeste dauphinois, era figlio del signore di Thoire-Villars, Umberto V di Thoire-Villars e della moglie, Eleonora di Beaujeu.

## Biografia
Nel 1369, secondo il documento n° 3130 del Titres de la maison ducale de Bourbon, par m. Huillard-Bréholles, Volume 1, suo cugino, Umberto VI di Thoire-Villars (figlio del signore di Thoire-Villars, Umberto VI di Thoire-Villars, figlio di Umberto V di Thoire-Villars e fratello di Giovanni di Thoire-Villars) fece testamento indicando come suo erede universale il proprio figlio, Umberto di Villars ed in caso di decesso dello stesso Umberto il cugino Oddone di Villars.
Nel 1376, secondo il documento n° 3338 del Titres de la maison ducale de Bourbon, par m. Huillard-Bréholles, Volume 1 Oddone ed il cugino, Umberto VI di Thoire-Villars, avevano fatto un patto, secondo il quale, in mancanza di discendenza, sarebbero divenuti eredi uno dell'altro.
Nel 1384, Oddone rese omaggio al cugino, il signore di Thoire-Villars, Umberto VI di Thoire-Villars, per la signoria di Montribloud.
Nel 1389, si sposava suo cugino, Umberto di Villars, figlio del signore di Thoire-Villars, Umberto VI di Thoire-Villars, e fu proprio Oddone a siglare
il secondo contratto di matrimonio, come ci conferma il documento 3780 del Titres de la maison ducale de Bourbon, par m. Huillard-Bréholles, Volume 2, che fu redatto prima delle nozze il 15 novembre ad Avignone di fronte al all'antipapa Clemente VII, zio di Umberto di Villars, dopo che Oddone aveva ricevuto l'autorizzazione, come ci conferma il documento 3775 del Titres de la maison ducale de Bourbon, par m. Huillard-Bréholles, Volume 2, dal cugino Umberto VI di Thoire-Villars, padre dello sposo.
Il fatto di essere cugino del nipote del Papa Clemente VII lo agevolò nel ricevere, nel 1390, la carica di Rettore del Contado Venassino.
Nel 1393, Oddone e la moglie (messire Odes de Villars et sa fame), si impegnarono a cedere i loro diritti nella baronia di Baux al visconte, Raimondo di Turenna, zio di Alice, come riportano le Preuves du livre II de l'Histoire généalogique de la maison de Turenne.
Nel 1394, suo cugino, Umberto di Villars, era divenuto conte di Ginevra, dopo che lo zio di Umberto, il conte Roberto, che dal 1378, era stato eletto papa col nome di Clemente VII, che aveva dato origine allo Scisma d'Occidente, era morto ad Avignone il 16 settembre 1394, secondo il testamento dello zio, Pietro.
Suo cugino, Umberto, governò la contea, per circa sei anni, morì nel 1400.

Gli succedette Oddone di Villars, come conferma Le Grand dictionnaire historique, Volume 5. L'anno seguente, Oddone vendette la contea al conte di Savoia, Amedeo VIII; l'atto di vendita è riportato nelle Preuves della Histoire de Bresse et de Bugey. Partie 4. I suoi eredi contestarono questa vendita con un processo legale che continuò sino al 1422, anno in cui l'imperatore Sigismondo, che l'aveva avocata all'impero nel 1411, l'infeudò ufficialmente ad Amedeo VIII, con una lettera datata 25 aprile..
Il 4 aprile del 1402, a Brantes, ai piedi del Ventoux, Oddone e la moglie, Alice (Alix de Baux comtesse d’Avellin et Odon de Villars), donarono al nipote di Oddone, Philippe de Lévis, i feudi di Brantes, Plaisians e le loro dipendenze, i possedimenti di Saint-Marcel, Roquefort, Castellet, Cassis e Port-Miou, dipendente della baronia di Aubagne, La Fare-les-Oliviers e Éguilles. Suo nipote in cambio doveva essere il suo garante nei confronti di Raimondo di Turenna in ossequio di un accordo tra il visconte, lui e sua moglie Alice. In caso di mancato rispetto dell'accordo da parte di Alice e Oddone, questi ultimi avrebbero dovuto pagare 50.000 fiorini a Raimondo di Turenna, come da documento n° 1692 del Inventaire chronologique et analytique des chartes de la maison de Baux.
Oddone morì all'inizio del 1418, il documento n° 5094 del Titres de la maison ducale de Bourbon, par m. Huillard-Bréholles, Volume 2, riporta che la moglie, Alice del Balzo, era già vedova.

## Matrimonio e discendenza
Oddone, nel 1380, aveva sposato Alice del Balzo, contessa di Avellino da cui non aveva avuto discendenza.

### Fonti primarie
- (LA, FR)  Regeste dauphinois.
- (LA, FR)  Histoire de Bresse et de Bugey. Partie 4.
- (LA, FR)  Histoire généalogique des ducs de Bourgogne de la maison de France.
- (LA, FR)  Preuves du livre II de l'Histoire généalogique de la maison de Turenne.

### Letteratura storiografica
- (FR)  Le Grand dictionnaire historique, Volume 5.
- (FR)  Histoire de Savoie
- (FR)  Inventaire chronologique et analytique des chartes de la maison de Baux.
- (FR)  Titres de la maison ducale de Bourbon, par m. Huillard-Bréholles, Volume 1.
- (FR)  Titres de la maison ducale de Bourbon, par m. Huillard-Bréholles, Volume 2.